# Lacy Lakeview
La ville de Lacy Lakeview ou Lacy-Lakeview est située dans le comté de McLennan, dans l’État du Texas, aux États-Unis. Elle comptait 5 839 habitants lors du recensement de 2010.

## Source
- (en) Cet article est partiellement ou en totalité issu de l’article de Wikipédia en anglais intitulé « Lacy Lakeview, Texas » (voir la liste des auteurs).